# Dodge Serie DO
La Serie DO è un'autovettura full-size prodotta dalla Dodge nel 1933.

## Storia
La Serie DO, che fu introdotta nel gennaio del 1933, era dotata di un motore a valvole laterali e otto cilindri in linea da 4.623 cm³ di cilindrata che sviluppava 100 CV di potenza. Il propulsore era anteriore, mentre la trazione era posteriore. Il cambio era a tre rapporti mentre la frizione era monodisco a secco.
La vettura era offerta in versione berlina quattro porte, coupé due porte, e cabriolet due porte. Inoltre la vettura era disponibile anche con telaio nudo, cioè senza carrozzeria, allo scopo di dare la possibilità all'acquirente di completare la vettura dal proprio carrozziere di fiducia.
Uscì di produzione nel novembre del 1933 senza essere sostituita da nessun modello. La Dodge, infatti, ripropose vetture con motore ad otto cilindri solo dopo la fine della seconda guerra mondiale.